# Douglas Carswell
Douglas Carswell (nacido el 3 de mayo de 1971) es un político británico. Es diputado (MP) del Partido de la Independencia del Reino Unido (UKIP) por Clacton en Essex.